# Ferrières-les-Bois
Ferrières-les-Bois ist eine französische Gemeinde mit 326 Einwohnern (Stand: 1. Januar 2022) im Département Doubs in der Region Bourgogne-Franche-Comté.

## Geographie
Ferrières-les-Bois liegt auf 265 m, etwa 17 Kilometer westsüdwestlich der Stadt Besançon (Luftlinie). Das Dorf erstreckt sich nördlich von Saint-Vit in der leicht gewellten Landschaft zwischen den Flussläufen von Doubs im Süden und Ognon (im Norden).
Die Fläche des 4,17 km² großen Gemeindegebiets umfasst einen Abschnitt nördlich des Doubstals. Die teils mit Acker- und Wiesland, teils mit Wald bestandene Landschaft zeigt nur geringe Reliefunterschiede. Ein kurzer Bach entwässert das Gebiet nach Norden zum Ruisseau du Breuil und damit zum Ognon. Die südliche Grenze verläuft auf der Wasserscheide zwischen Doubs und Ognon. Hier wird mit 302 m die höchste Erhebung von Ferrières-les-Bois erreicht.
Nachbargemeinden von Ferrières-les-Bois sind Lantenne-Vertière und Corcelles-Ferrières im Norden, Corcondray im Osten, Saint-Vit im Süden sowie Berthelange und Mercey-le-Grand im Westen.

## Geschichte
Im Mittelalter gehörte das Gebiet von Ferrières zum Domkapitel von Besançon. Zusammen mit der Franche-Comté gelangte das Dorf mit dem Frieden von Nimwegen 1678 definitiv an Frankreich. Um eine Verwechslung mit anderen gleichnamigen Gemeinden zu vermeiden, wurde Ferrières im Jahr 1922 offiziell in Ferrières-les-Bois umbenannt.

## Sehenswürdigkeiten

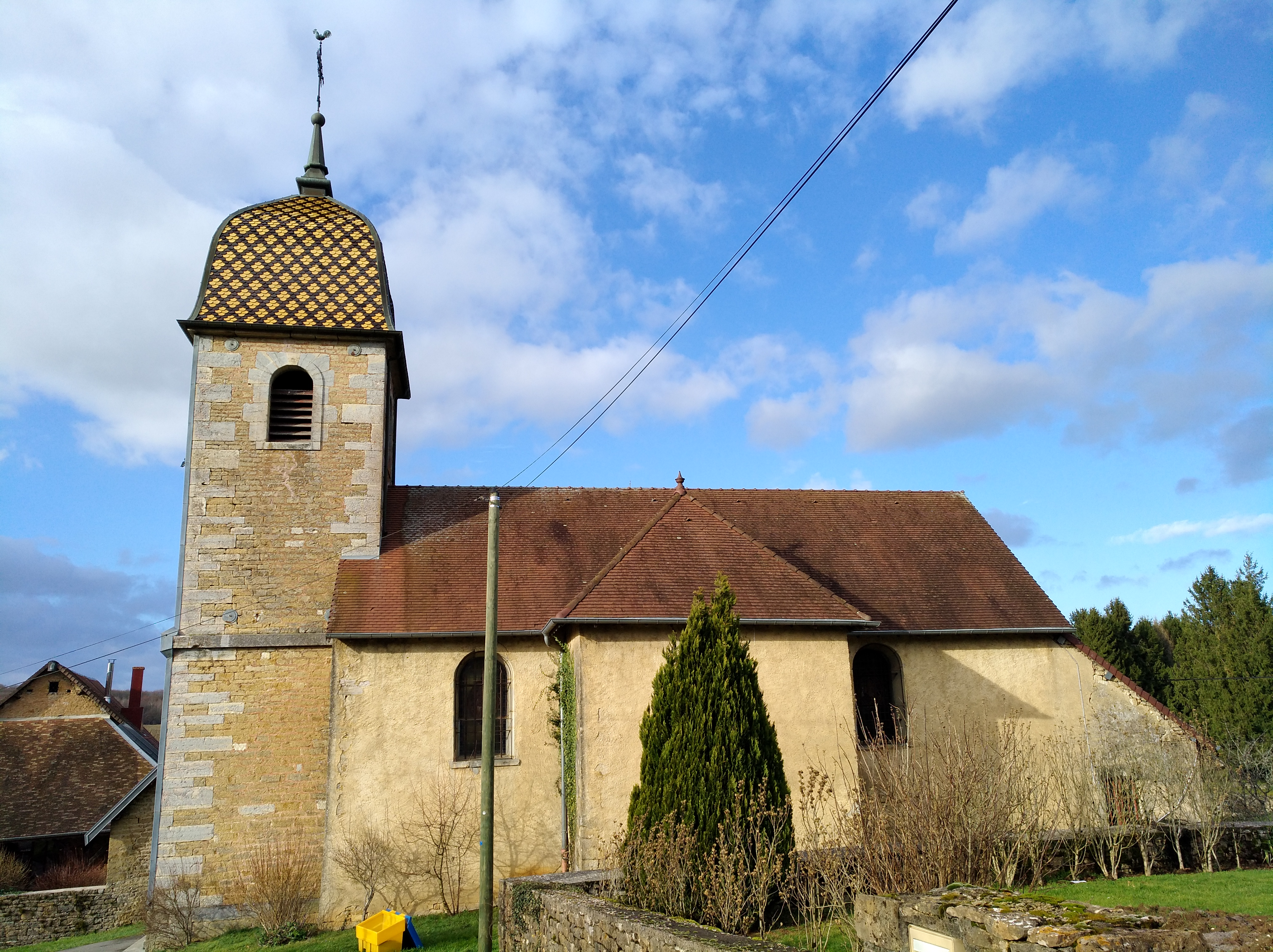
Kirche Notre-Dame de la Nativité

Die Kirche Notre-Dame de la Nativité wurde um 1700 in der Form eines lateinischen Kreuzes erbaut. Um 1830 wurde der heutige Glockenturm hinzugefügt. Ebenfalls beachtenswert sind das Waschhaus von 1845 und die Fontaine-Ronde (von 1860). Auf der Höhe südlich des Dorfes steht die Kapelle Notre-Dame de la Libération (1944 errichtet).

## Bevölkerung
| Jahr                       | 1962 | 1968 | 1975 | 1982 | 1990 | 1999 | 2006 | 2016 |
| Einwohner                  | 96   | 111  | 129  | 244  | 249  | 258  | 316  | 318  |
| Quellen: Cassini und INSEE |      |      |      |      |      |      |      |      |

Mit 326 Einwohnern (Stand 1. Januar 2022) gehört Ferrières-les-Bois zu den kleinen Gemeinden des Départements Doubs. Nachdem die Einwohnerzahl in der ersten Hälfte des 20. Jahrhunderts stets im Bereich zwischen 110 und 140 Personen gelegen hatte, wurde seit Beginn der 1960er Jahre ein deutliches Bevölkerungswachstum verzeichnet. Seither hat sich die Einwohnerzahl verdreifacht.

## Wirtschaft und Infrastruktur
Ferrières-les-Bois war bis weit ins 20. Jahrhundert hinein ein vorwiegend durch die Landwirtschaft (Ackerbau, Obstbau und Viehzucht) und die Forstwirtschaft geprägtes Dorf. Daneben gibt es heute verschiedene Betriebe des lokalen Kleingewerbes. Mittlerweile hat sich das Dorf auch zu einer Wohngemeinde gewandelt. Viele Erwerbstätige sind Wegpendler, die in der Agglomeration Besançon ihrer Arbeit nachgehen.
Die Ortschaft liegt abseits der größeren Durchgangsstraßen an einer Departementsstraße, die von Saint-Vit nach Recologne führt. Der nächste Anschluss an die Autobahn A36, welche das Gemeindegebiet durchquert, befindet sich in einer Entfernung von ungefähr 15 Kilometern. Weitere Straßenverbindungen bestehen mit Berthelange und Pouilley-Français.